# La Fontelaye
La Fontelaye ist eine französische Gemeinde mit 24 Einwohnern (Stand: 1. Januar 2022) im Département Seine-Maritime in der Region Normandie (vor 2016 Haute-Normandie). Sie gehört zum Arrondissement Dieppe und zum Kanton Luneray (bis 2015 Kanton Tôtes). Die Einwohner werden Fontelaysiens genannt.

## Geographie
La Fontelaye liegt etwa 39 Kilometer nordnordwestlich von Rouen im Pays de Bray am Saâne. Umgeben wird La Fontelaye von den Nachbargemeinden Imbleville im Norden, Val-de-Saâne im Osten und Nordosten, Bourdainville im Süden sowie Vibeuf im Westen.

## Bevölkerungsentwicklung
| Jahr                      | 1962 | 1968 | 1975 | 1982 | 1990 | 1999 | 2006 | 2013 |
| Einwohner                 | 40   | 51   | 44   | 38   | 39   | 40   | 34   | 35   |
| Quelle: Cassini und INSEE |      |      |      |      |      |      |      |      |

## Sehenswürdigkeiten
- Kirche Saint-Martin aus dem 16. Jahrhundert
- Schloss La Fontelaye, 1627 wieder errichtet